# Mees de Wit
Mees de Wit (Amsterdam, 17 april 1998) is een Nederlands voetballer die als linksback speelt. De Wit tekende in april 2022 een contract tot en met de zomer van 2027 bij AZ dat maximaal 3 miljoen euro voor hem betaalde.

## Carrière

### Jong Ajax
Mees de Wit speelde in de jeugd van FC Weesp en AFC Ajax. In 2017 debuteerde hij voor Jong Ajax in het betaald voetbal. Dit was op 25 augustus 2017, in de met 4-2 gewonnen thuiswedstrijd tegen Fortuna Sittard. Hij kwam in de 84e minuut in het veld voor Dennis Johnsen. Na de met 1-4 gewonnen uitwedstrijd tegen Helmond Sport op 15 september, waarin hij niet in actie kwam, werden familieleden van De Wit en de toenmalig zaakwaarnemer aangevallen door supporters van Helmond Sport. Om onbekende redenen werd hij na vijf wedstrijden disciplinair geschorst en mocht na twee maanden weer terugkeren. Hij trainde weer mee met Jong Ajax, maar kwam niet meer in actie en maakte ook geen deel meer uit van de wedstrijdselecties. 

### Sporting CP
Nadat zijn contract in de zomer van 2018 afliep, tekende hij een driejarig contract bij Sporting Clube de Portugal waar hij in het tweede team begint. Op 11 maart 2019 werd bekend dat De Wits voormalig zaakwaarnemer wordt verdacht van het meermaals bedreigen van enkele Ajaxdirecteuren. Dit gebeurde in de periode dat hij de belangen van De Wit behartigde, die destijds nog voor Ajax speelde. In januari 2020 werd hij tot het einde van het seizoen verhuurd aan het Spaanse Orihuela CF dat uitkomt in de Segunda División B. 

### PEC Zwolle
Op 6 juli 2021 keerde hij terug naar Nederland en maakte transfervrij de overstap naar PEC Zwolle. Hij ondertekende een contract tot medio 2023 bij de club uit de Overijsselse hoofdstad. Bij PEC Zwolle werd van aanvaller De Wit een linksback gemaakt. Hoewel PEC Zwolle dat seizoen degradeerde, draaide De Wit een goed seizoen. Hij scoorde vier keer in 31 wedstrijden en dit leverde veel interesse op uit binnen- en buitenland. Zo genoot De Wit onder andere de interesse van AZ en Feyenoord.

### AZ
Op 19 april 2022 werd bekend dat De Wit ervoor koos om zijn carrière te vervolgen in Alkmaar bij AZ. Hij tekende een contract voor vijf seizoenen en ging spelen met rugnummer 34. Op 21 juli maakte hij zijn debuut voor AZ in de UEFA Conference League-kwalificatiewedstrijd tegen FK Tuzla City. Later in die competitie, op 18 augustus tegen Gil Vicente FC, scoorde hij zijn eerste goal voor AZ. Op 18 september koos AZ voor een defensieve tactiek tegen Ajax door De Wit en Yukinari Sugawara als buitenspelers te posteren. Dat pakte goed uit, want De Wit was verantwoordelijk voor de 1-1 en zag uiteindelijk hoe AZ met 2-1 won van tegen op dat moment koploper Ajax.

## Clubstatistieken
| Seizoen                        | Club            | Competitie             | Competitie | Competitie | Beker | Beker | Internationaal | Internationaal | Overig | Overig | Totaal | Totaal |
| Seizoen                        | Club            | Competitie             | Wed.       | Dlp.       | Wed.  | Dlp.  | Wed.           | Dlp.           | Wed.   | Dlp.   | Wed.   | Dlp.   |
| ------------------------------ | --------------- | ---------------------- | ---------- | ---------- | ----- | ----- | -------------- | -------------- | ------ | ------ | ------ | ------ |
| 2017/18                        | Jong Ajax       | Eerste divisie         | 5          | 0          | –     | –     | –              | –              | –      | –      | 5      | 0      |
| 2018/19                        | Sporting B      | Campeonato de Portugal | 21         | 1          | 0     | 0     | –              | –              | –      | –      | 21     | 1      |
| 2019/20                        | Sporting B      | Campeonato de Portugal | 0          | 0          | 0     | 0     | –              | –              | –      | –      | 0      | 0      |
| 2019/20                        | → Orihuela CF   | Segunda División B     | 1          | 0          | 0     | 0     | –              | –              | –      | –      | 1      | 0      |
| 2020/21                        | Sporting B      | Campeonato de Portugal | 0          | 0          | 0     | 0     | –              | –              | –      | –      | 0      | 0      |
| 2021/22                        | PEC Zwolle      | Eredivisie             | 28         | 4          | 3     | 0     | –              | –              | 0      | 0      | 31     | 4      |
| 2022/23                        | AZ              | Eredivisie             | 13         | 1          | 1     | 0     | 7              | 1              | 0      | 0      | 21     | 2      |
| Carrière totaal                | Carrière totaal | Carrière totaal        | 68         | 6          | 4     | 0     | 7              | 1              | 0      | 0      | 79     | 7      |
| Bijgewerkt t/m 28 januari 2023 |                 |                        |            |            |       |       |                |                |        |        |        |        |

## Interlandcarrière

### Nederland onder 17
Op 12 september 2014 debuteerde De Wit bij het Nederlands voetbalelftal onder 17 in een vriendschappelijke wedstrijd tegen Israël –17 (2–1).
| Interlands van Mees de Wit | Interlands van Mees de Wit | Interlands van Mees de Wit | Interlands van Mees de Wit | Interlands van Mees de Wit | Interlands van Mees de Wit |
| №                          | Datum                      | Wedstrijd                  | Uitslag                    | Soort Wedstrijd            | Doelpunten                 |
| Als speler bij AFC Ajax    | Als speler bij AFC Ajax    | Als speler bij AFC Ajax    | Als speler bij AFC Ajax    | Als speler bij AFC Ajax    | Als speler bij AFC Ajax    |
| -------------------------- | -------------------------- | -------------------------- | -------------------------- | -------------------------- | -------------------------- |
| 1.                         | 12 september 2014          | Nederland – Israël         | 1 – 0                      | Vriendschappelijk          | 0                          |
| 2.                         | 14 september 2014          | Italië – Nederland         | 1 – 3                      | Vriendschappelijk          | 0                          |

### Nederland onder 16
Op 29 oktober 2013 debuteerde De Wit bij het Nederlands voetbalelftal onder 16 in een vriendschappelijke wedstrijd tegen België –16 (2–1).
| Interlands van Mees de Wit | Interlands van Mees de Wit | Interlands van Mees de Wit | Interlands van Mees de Wit | Interlands van Mees de Wit | Interlands van Mees de Wit |
| №                          | Datum                      | Wedstrijd                  | Uitslag                    | Soort Wedstrijd            | Doelpunten                 |
| Als speler bij AFC Ajax    | Als speler bij AFC Ajax    | Als speler bij AFC Ajax    | Als speler bij AFC Ajax    | Als speler bij AFC Ajax    | Als speler bij AFC Ajax    |
| -------------------------- | -------------------------- | -------------------------- | -------------------------- | -------------------------- | -------------------------- |
| 1.                         | 29 oktober 2013            | Nederland – België         | 2 – 1                      | Vriendschappelijk          | 0                          |
| 2.                         | 2 november 2013            | Nederland – Servië         | 1 – 0                      | Vriendschappelijk          | 0                          |
| 3.                         | 18 maart 2014              | Nederland – Ierland        | 4 – 1                      | Vriendschappelijk          | 0                          |
| 4.                         | 20 maart 2014              | Nederland – Ierland        | 4 – 0                      | Vriendschappelijk          | 0                          |